# Nicolaus von Below
Nicolaus von Below (20 september 1907 – 24 juli 1983) was een officier in de Luftwaffe en een adjudant van Adolf Hitler.

## Jonge jaren
Below is geboren Anklam in Pommeren. Hij was lid van de Duitse adel. 

## Militaire loopbaan
In 1929 volgde hij zijn opleiding tot piloot aan de Deutsche Verkehrsfliegerschule (Duitse luchttransport school). Van 1929 tot 1933 diende hij in het 12e Infanterie regiment bij de Reichswehr.  Daarna ging Below bij de Luftwaffe bij het Jagdgeschwader 132 "Richthofen" en transfereerde dan naar Jagdgeschwader 26 "Schlageter". In 1937 werd Below Hitlers adjudant bij de Luftwaffe. Zijn taak was de link zijn tussen Adolf Hitler en de leiders van de Luftwaffe. Hoewel Hitler het niet zo had op soldaten die uit de adellijke kringen kwamen, behaalde Below toch de rang van Oberst (Kolonel). Hij was een van de weinige van Hitlers entourage die een lange tijd diende.
Tussen Kerst en nieuwjaar van 1944 zei Hitler tegen Below:" Ik weet dat de oorlog verloren is, de overmacht van de vijand is veel te groot. We zullen ons nooit overgeven, waarschijnlijk gaan we ten onder, maar we nemen de wereld mee"

### 1945
Hitler trok zich op 16 januari 1945 terug in zijn Führerbunker in Berlijn. Als zijn lang dienende Luftwaffe-adjudant, reisde Below met Hitler terug naar Berlijn. In het begin bleef Hitler gebruik maken van de onbeschadigde vleugel van de Rijkskanselarij, waar hij 's middags militaire conferenties hield in zijn grote studeerkamer. Aan die praktijk kwam echter een einde en alle militaire briefings werden verplaatst naar de Führerbunker. Tegen april was het voor de nazileiding duidelijk dat de Slag om Berlijn de laatste slag van de oorlog zou worden. Op 12 april 1945 was Below te gast bij Albert Speer om het laatste optreden van de Berliner Philharmoniker te zien voordat de stad door het Rode Leger werd veroverd. Hij schreef later: "Het concert bracht ons terug naar een andere wereld."
Op 15 april werd Eva Braun overgeplaatst naar de kamer naast de kamer die Hitler in de Führerbunker bewoonde. Hieronder schreef hij het volgende over haar: "Ze was charmant en gedienstig en toonde geen zwakte tot het laatste moment."
Op 27 april maakte Below deel uit van een zeer kleine groep die aanwezig was voor de militaire briefings. Generaal Krebs was de enige hoge militaire officier die nog aanwezig was en Reich propaganda minister Joseph Goebbels, die met zijn gezin in het bunkercomplex was gaan wonen, was nu ook aanwezig. Op 29 april, na het huwelijk van Hitler en Braun, was Below getuige bij het laatste testament van Adolf Hitler. Hij ondertekende niet het Politiek Testament, maar voegde zijn handtekening toe aan het Privé Testament van het document. Daarna vroeg Below aan Hitler of hij de Führerbunker mocht verlaten en een poging mocht wagen om Berlijn uit te komen naar het westen. Hitler gaf hem toestemming om te vertrekken. Op 30 april verliet Below Berlijn met een brief van Hitler aan veldmaarschalk Wilhelm Keitel waarin hij de recente gebeurtenissen van verraad uitlegde en de opofferingen van het Duitse volk ophemelde.

## Na de oorlog
Hij werd door de Britten gearresteerd in 1946 en bleef in gevangenschap tot 1948. Hierna schreef hij zijn memoires als adjudant van Hitler tijdens de periode van 1937 tot 1945. Deze zijn vertaald en gebundeld onder de titel At Hitler's side. 
Hij stierf op 24 juli 1983 in Detmold, West-Duitsland.

## Decoraties
- Gewondeninsigne 20 juli 1944 op 20 juli 1944[12]
- Gezamenlijke Piloot-Observatiebadge in Goud met Diamanten[12]

- Bibliothèque nationale de France: cb126698630 (data)
- Gemeinsame Normdatei: 118508776
- International Standard Name Identifier: 0000 0001 1886 2133
- Library of Congress Control Number: n81031633
- Nationale Bibliotheek van Israël: 987007453943605171
- Nationale Bibliotheek van Polen: a0000001178216
- Nederlandse Thesaurus van Auteursnamen: 068310374
- Système universitaire de documentation: 075561670
- Virtual International Authority File: 40169589
- WorldCat: E39PBJv8BTpmMRdvGmMdJbPCwC